# نذير مصمودي
نذير مصمودي. ( 1956-2015م ) كاتب صحفي مؤلف وناقد لفكر الإسلاميين ونهجهم السياسي جزائري. ولد بلولاية بسكرة، 

## نشأته
كان والده الشيخ مخلوف يشتغل في القطاع الديني وٱخر وظيفة له هي مؤذن بالجامع الكبير في وسط مدينة بسكرة المسمى سابقا جامع القائد بن قانة والمدعو حاليا جامع الشيخ محمد مغزي فأسرته محافظة متوسطة الحال، تعلم في المعهد الإسلامي بمدينة بسكرة في سبعينات والذي أصبح اسمه اليوم ثانوية باسم الطبيب السياسي الكبير أحمد الشريف.
التحق في سنة 1978م بمركز التكوين الإداري بمدينة بسكرة، ولما تخرج اشتغل إداريا في قطاع الصحة بنفس المظينة مدة قصيرة، بعد ذلك ممارس أعمال حرة، فاشتغل بالصياغة ثم بـــالتصوير الفوتوغرافي وبيع الكتب، وعمل أيضا مراسلا بــجريدة النصر التي تصدر بمدينة قسنطينة.
كان نذير مصمودي طالبا للعلم محبا لتشره مارس نشاطه الدعوي رفقة بعض زملائه في بعض مساجد مدينة بسكرة أواخر السبعينات، فابتدأ بمسجد الزاوية القادرية القديمة ثم مسجد خالد بن الوليد، وانتهى به الأمر أواسط الثمانينات إلى تولي خطابة الجمعة بمسجد البدر الكائن بحي جنان بن يعقوب.
في هذا المسجد ذاع صيته وازدادت شهرته، فكان يغص كل جمعة بالشباب الوافد من مدينة بسكرة وضواحيها وبعض المناطق المجاورة للولاية؛ بسبب فصاحته الواضحة وصراحته. 
وفي سنة 1980م تعرف عليه الشيخ أبو جرة سلطاني ببلدة سيدي عقبة بولاية بسكرة، فتصادقا وتعاونا على إصدار سلسلة أوراق إسلامية التي بدأت في الصدور عن دار البعث للطباعة والنشر بمدينة قسنطينة سنة 1981م.
عمِل كعضو في رابطة الدعوة الإسلامية تحت قيادة الشيخ أحمد سحنون، وكان ضمن الدعاة المحررين لبيان وهران المتضمن عدم المشاركة في العمل السياسي.
في سنة 1991م أصدر مجلة ” التضامن ” وهي مجلة شهرية مستقلة شاملة ذات توجه إسلامي، تولى هو إدارتها وتولى الشيخ أبو جرة سلطاني رئاسة تحريرها؛ واللتي صدر منها سبعة عشر عددا (17).
في سنة 2012 أصدر جريدته اليومية ” الشاهد ”، وكان صدور العدد الأول منها يوم 18 فيفري 2012م.

## مؤلفاته
له العديد من المرلفات: منها الدينية ونها في نقد الإسلاميين
الدينية 
- 1- حجاب المرأة المسلمة : من 48 صفحة طبع الطبعة الأولى سنة 1401 ه / 1981م بدار البعث للطباعة والنشر بقسنطينة .
- 2- كن مع الله : كتيب في الأدعية الواردة في السنة النبوية الشريفة .
- 3- هذا عدوكم فاحذروه : من 64 صفحة طبع الطبعة الأولى 1401 ه / 1981 م بنفس الدار السابقة .
- و يقصد المؤلف بالعدو إبليس لعنه الله تعالى .
- 4- الزواج بين الأزمة والحل .
- 5- جريمة الزنا ٱثارها وأخطارها .
- 6- صيحات المرأة المسلمة .
- 7- بصراحة عن حرية المرأة .
- 8- حديث إلى العاقلات : من 71 صفحة طبع الطبعة الأولى 1403 ه/ 1983 م بنفس الدار السابقة .
- 9- الجنة في القرٱن والسنة : مختصر كتاب حادي الأوراح إلى بلاد الأفراح لابن قيم الجوزية من 189 صفحة، طبع الطبعة الأولى 1404 ه/ 1983م بنفس الدار السابقة .
- 10- المال في ميزان الإسلام : من 64 صفحة طبع الطبعة الأولى 1404ه/1984 بنفس الدار السابقة .
- 11- عزوف الشباب عن الزواج لماذا ؟ و كيف الحل ؟ : من 32 صفحة طبع الطبعة الأولى 1406ه/ 1985م بنفس الدار السابقة .
- 12- من الأفضل الزواح أم العزوبة ؟ : من 40 صفحة طبع الطبعة الأولى 1406ه/ 1985م بنفس الدار السابقة .
- 13- الزواج والحب : من 29 صفحة طبع الطبعة الأولى 1406ه/ 1985م بنفس الدار السابقة .
- 14- الخطبة، العرس، معانيهما أهدافهما حدودهما .
- 15- نصيحة امرأة لامرأة ( هدية إلى كل عروس ) : من 30 صفحة طبع الطبعة الأولى 1406ه/ 1985م بنفس الدار السابقة .
- 16- مفاتيح السعادة الزوجية : من 39 صفحة طبع الطبعة الأولى 1406ه/ 1985م بنفس الدار السابقة .
- ملاحظة: الأعمال الستة الأخيرة من رقم 11 إلى 16 منشورة ضمن سلسلة تحمل عنوان ” مشكلات الزواج وحياة الأسرة في ميزان الحل الإسلامي ” .
- 17- كيف تقي حياتك الزوجية من المشاكل والخلافات .
- 18- مشاهد يوم الحساب : من 127 صفحة طبع الطبعة 1407ه/ 1986م بنفس الدار السابقة .
- 19- سبحانك، من ٱيات الإعجاز العلمي في القرٱن : أصله مقالات من مجلة منبر الإسلام المصرية جمعها النذير مصمودي وراجعها مع التعليق عليها أبو جرة سلطاني : من 190 صفحة طبع سنة 1988م بنفس الدار السابقة .
- 20- طاعون السيدا عقاب الله العادل يهدد البشرية ويرعب الملايين : من 107 صفحات صدر عن دار الهجرة للنشر والتوزيع بمدينة بسكرة وطبع بدار البعث بقسنطينة من ذكر التاريخ .
- 21- الحب بين هوى الإنسان وهدي الإسلام .

في نقد الإسلاميين 
- 1- بعد الرصاص، الإسلاميون والأسئلة الساخنة : من 191 صفحة صدر عن الشروق للإعلام والنشر بالجزائر العاصمة والطباعة عن العباقرة للإعلام والنشر و الطباعة والتوزيع الطبعة الأولى 2010م.[3]
- 2- متى يدخل الإسلاميون في الإسلام: خواطر من عمق التجربة، صدر عن الشروق للإعلام والنشر بالحزائر العاصمة سنة 2014م .

مؤلفات لم تطبع
- 1- إرشاد الأمة من فقه السنة : مختصر كتاب فقه السنة للشيخ سيد سابق، ذكره بٱخر كتابه المطبوع الجنة في القرٱن والسنة .
- 2- مختصر كتاب الاعتبار في الناسخ والمنسوخ من الأخبار .
- 3- زكاة القلب .
- 4- سلسلة ” المرأة كما فهمتها ” تهدف إلى فهم واع للمرأة من وجهة إسلامية، ذكرها بٱخر كتابه المطبوع طاعون السيدا .

## وفاته
توفي إثر سكتة قلبية بالجزائر العاصمة يوم 11 جانفي عام 2015م عن عمر ناهز 59 سنة، ودفن ببلدة الدروع بولاية بسكرة، وحضر الٱلاف في تشيع جنازته من مختلف ولايات القطر الجزائري.

## وصلات خارجية
- نذير مصمودي في ذمة الله ... شمعة تنطفئ في سماء الإعلام الجزائري ... فلة سعيدي على يوتيوب.